# Antalya (település)
Antalya török város, a Földközi-tenger egyik öblének partján, Antalya tartomány székhelye. Története a hellenisztikus időkre vezethető vissza, melyek tanúságát a közelben álló romok is mutatják. A várost gyűrűként öleli körül a Torosz-hegység, melynek a város különleges éghajlatát köszönheti: a hegység által körbezárt síkságon megreked a tenger felől érkező levegő.
Antalya a Földközi-tenger gyöngye, a török riviéra fővárosaként is emlegetik. Kaleici, a városközpont, ahol különös török és görög házak állnak védelem alatt, a legközkedveltebb része a városnak. A bizánci, római és szeldzsuk építészet és kultúra alapjai még mindig láthatóak az óvárosban.

## Néveredet
Krisztus előtt a második században II. Attalosz pergamoni király elrendelte, hogy találják meg a világ legszebb táját a számára: a földi paradicsomot. Miután emberei rábukkantak a helyre, Attalosz király várost építtetett és az Attaleia, görögül Αττάλεια, nevet adta neki, mely később Adaliára, majd Antalyára módosult.

## Történelem
II. Attalosz, Pergamon királya alapította i. e. 2. században, a környező ókori településekből.
A város jelképe a mecset az (oszloposan) hornyolt minarettel.

## Éghajlat

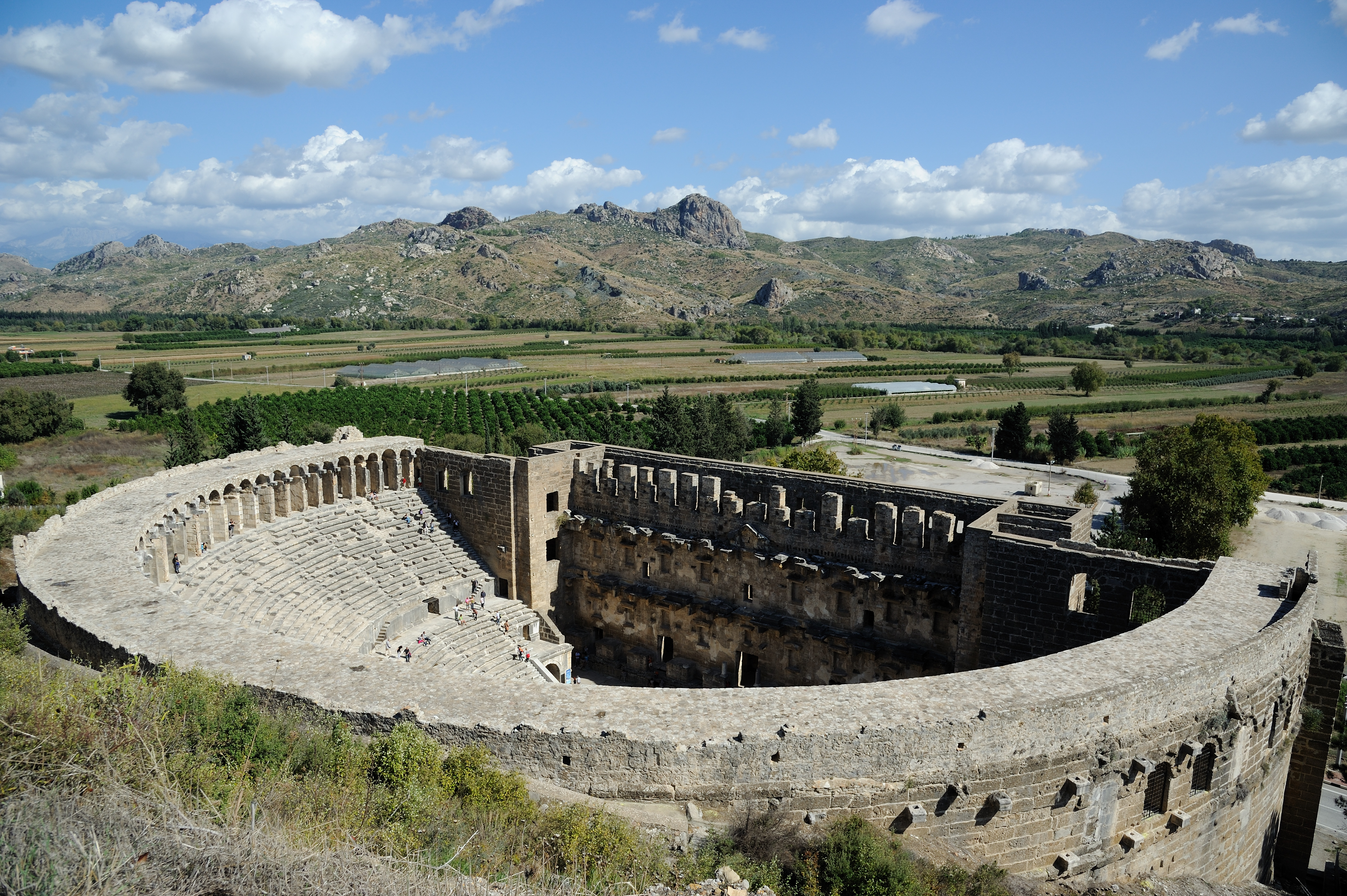
Aspendos

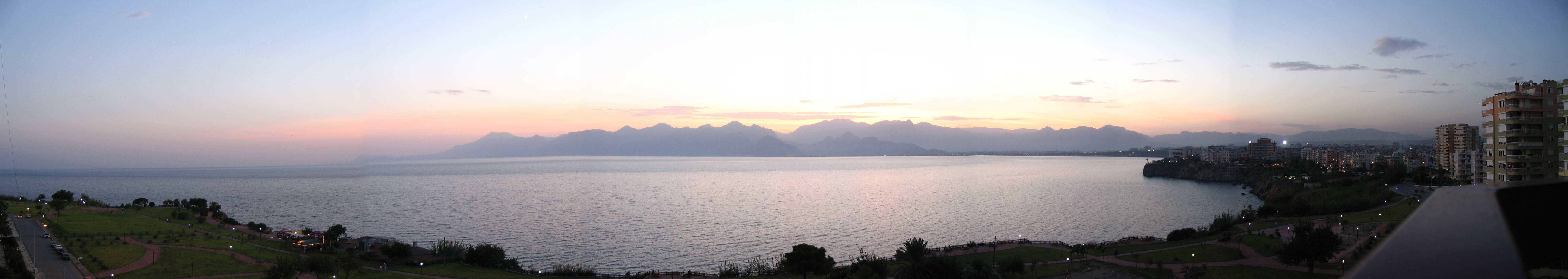
Az Antalya-öböl látképe

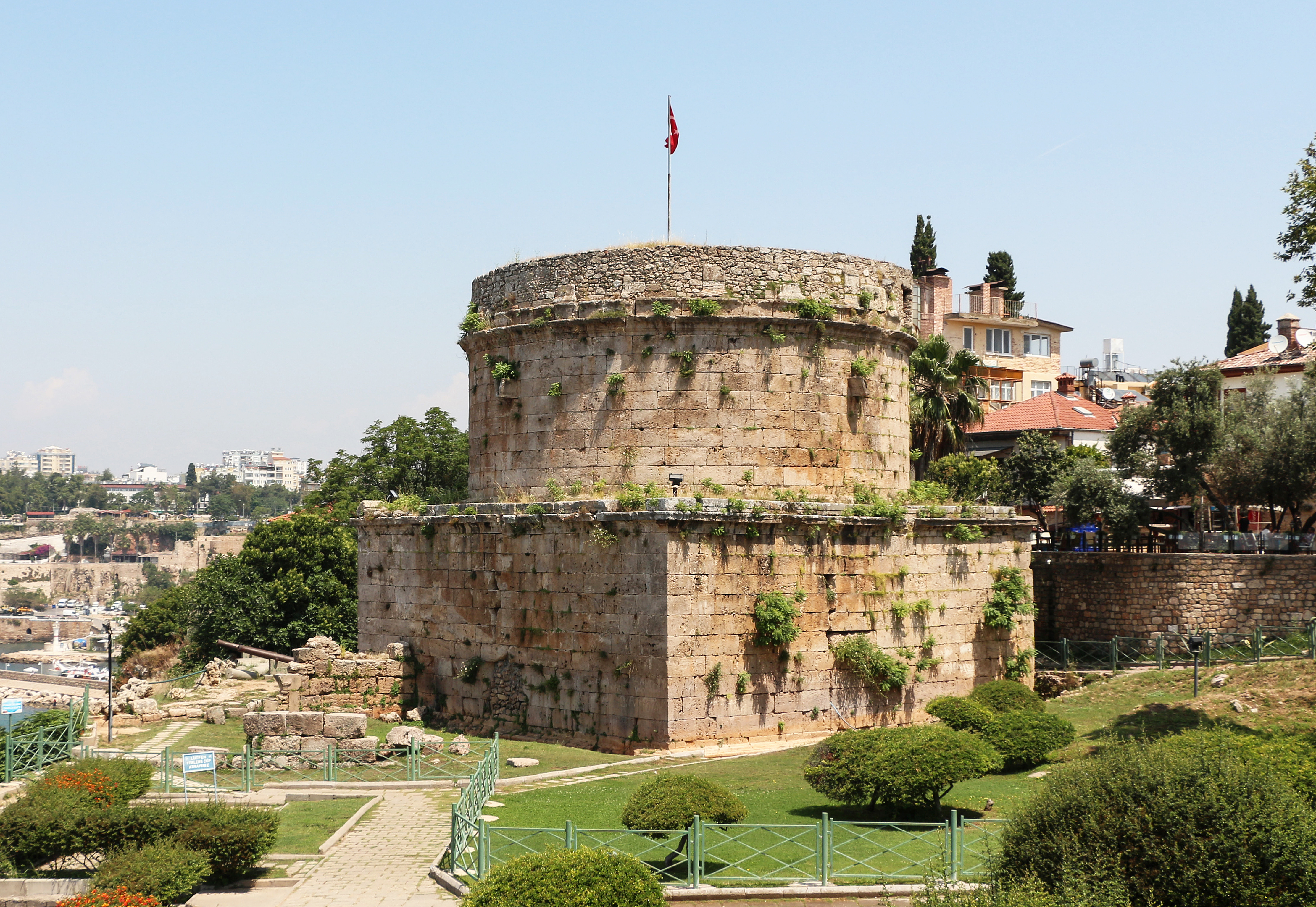
Vár

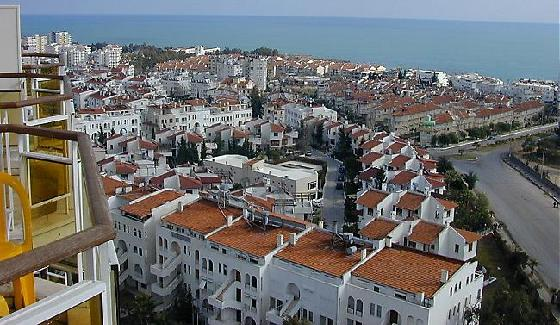
Antalya Lara nevű városrésze

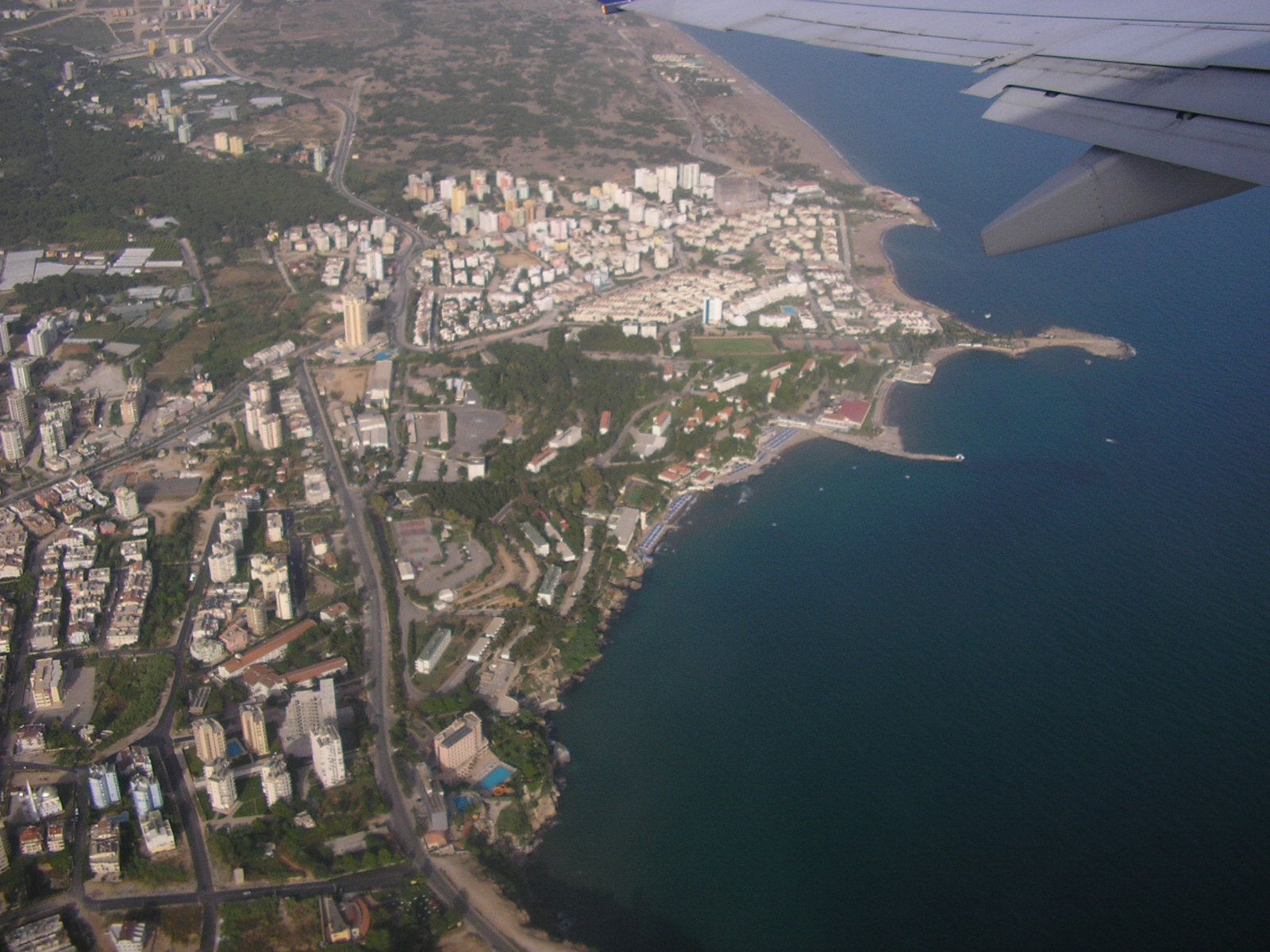
Antalya széle repülőről

Az antalyai éghajlat mediterrán jellegű. Enyhe tele és forró nyara miatt szinte egész évben alkalmas a pihenésre. Átlagosan az év 365 napjából 300-ban süt a nap.
| Hónap                                        | Jan. | Feb. | Már. | Ápr. | Máj. | Jún. | Júl. | Aug. | Szep. | Okt. | Nov. | Dec. | Év   |
| -------------------------------------------- | ---- | ---- | ---- | ---- | ---- | ---- | ---- | ---- | ----- | ---- | ---- | ---- | ---- |
| Rekord max. hőmérséklet (°C)                 | 23,9 | 26,7 | 30,7 | 36,4 | 38,7 | 44,8 | 45,4 | 44,6 | 42,5  | 38,7 | 33,0 | 26,1 | 45,4 |
| Átlagos max. hőmérséklet (°C)                | 14,9 | 15,5 | 17,9 | 21,3 | 25,5 | 30,7 | 34,0 | 34,0 | 31,0  | 26,5 | 21,2 | 16,6 | 24,1 |
| Átlagos min. hőmérséklet (°C)                | 5,9  | 6,3  | 8,0  | 11,1 | 15,1 | 19,5 | 22,6 | 22,6 | 19,3  | 15,1 | 10,7 | 7,5  | 13,7 |
| Rekord min. hőmérséklet (°C)                 | −4,3 | −4,6 | −1,6 | 1,3  | 6,7  | 11,1 | 14,8 | 13,6 | 10,3  | 0,9  | 0,0  | −1,9 | −4,6 |
| Átl. csapadékmennyiség (mm)                  | 235  | 155  | 97   | 52   | 32   | 9    | 2    | 3    | 14    | 72   | 131  | 259  | 1062 |
| Havi napsütéses órák száma                   | 155  | 161  | 208  | 237  | 298  | 339  | 363  | 347  | 291   | 239  | 189  | 149  | 2975 |
| Forrás: Turkish State Meteorological Service |      |      |      |      |      |      |      |      |       |      |      |      |      |

Nyáron az idő forró és csapadékmentes. A törökök szerint húsz évente egyszer esik az eső a nyári szezonban. A tél enyhe és csapadékos. Antalya tengerparti területén szinte soha nem esik hó, a környező hegyekben viszont akár síelni is lehet. A hőmérséklet csak ritkán esik 10 °C alá. Az enyhe tél-végi időszakban akár egyszerre lehet síelni a hegyekben és fürdőzni a tengerben.

## Látnivalók

### A városban
- Belváros: A belvárosban a Yivli Minaret, a Kulliye és a Karaalioğlu park vonzza a látogatókat.
- A modern Régészeti Múzeuma rendkívül gazdag tárgyi emlékanyagot kiállító - környékről származó - történelem előtti-, neolit-, hettita-, görög- és római kori gyűjteményeiről vált híressé.
- Kaleiçi Múzeum:[5] 2007-ben  került megnyitásra, az égei kultúrák gyűjteménye (Akdeniz Medeniyetleri Araştırma Merkezi) their annual journal.
- Kaleiçi régi kikötő
- Hadrianus-kapu
- Düden-vízesés

### A város környékén
- Aspendos
- Kemer
- Alanya
- Side
- Pamphülia
- Kurşunlu-vízesés
- Saklikent
- Olympos

## Idegenforgalom
Tengerpartjának konyaalti és larai része jól ismert kristálytiszta vízéről. Ezek a látnivalók mindennapi túra keretében elérhetők a környező üdülővárosokból (Belek, Side, Perge, Manavgat és Alanya) is. A látnivalók listájára felkerülhetnek még a Kurşunlu- és Düden-vízesések is. Ezeken kívül hajóval érdemes lehet felkeresni a környék ókori romvárosait, Phaselist, Olympost, Adrasant és Kekovát is.

## Testvérvárosok
- Austin, USA
- Bat Yam, Izrael
- Csebokszári, Oroszország
- Gazimağusa, Észak-Ciprus
- Kazány, Oroszország
- Nürnberg, Németország
- Rosztov, Oroszország
- Taldıkorgan, Kazahsztán